# Буряк Марія Григорівна
Марія Григорівна Буряк (нар. 3 червня 2001, Носівка) — спортсменка-легкоатлетка, майстер спорту України в бігу на 400 метрів з бар'єрами. Чемпіон України з легкої атлетики серед юніорів в бігу на дистанціях 200 м і 400 м., член збірної України.

## Життєпис
Займалася в Носівській дитячо-юнацькій спортивній школі з 1 по 9 клас (тренер Бочок Валентина Анатоліївна). 
З 9 класу продовжила навчання у Броварському училищі фізичної культури (БВУФК, тренер Людмила Панасенко). З вересня 2019 переходить до заслуженого тренера України Олега Лобанова. Спеціалізується в бігу на 400м, 400м з бар’єрами та 200м. 

## Досягнення
3-4 лютого 2020 у м. Суми на Чемпіонаті України з легкої атлетики серед юніорів Марія Буряк стала двічі чемпіонкою — на дистанціях 200 м і 400 м.
9 лютого 2020 на  четвертому відкритому чемпіонаті Асоціації Балканських легкоатлетичних федерацій (ABAF) у приміщенні  для юніорів U-20 виборола золоту медаль, пробігши  400 м за 55,19 сек.
На Балканському молодіжному чемпіонаті U20, який проходив у Стамбулі 12-13 вересня 2020, Марія стала чемпіонкою у складі збірної України в естафеті 4х400 м. Також вона завоювала перше місце на дистанції 400 м з бар'єрами.